# Ezri Konsa
Ezri Ngoyo Konsa (Newham, 23 de Outubro de 1997) é um futebolista inglês que atua como zagueiro ou lateral direito. Atualmente defende o Aston Villa e a Seleção Inglesa de Futebol.

## Carreira

### Charlton Athletic
Konsa fez sua base no Senrab e se juntou ao Charlton Athletic aos 11 anos. Ele começou uma bolsa de estudos em julho de 2014 e progrediu o suficiente para assinar um contrato profissional de "longo prazo" em 11 de dezembro de 2015. Oito dias depois, ele recebeu sua primeira convocação para o time principal para uma partida do campeonato contra o Burnley e permaneceu como um substituto não utilizado durante a derrota por 4 a 0. Konsa foi um substituto não utilizado em mais uma ocasião durante a temporada 2015-16, que culminou no rebaixamento do Charlton para a League One.
Konsa entrou no time durante a pré-temporada de 2016-17 e fez sua estreia em 9 de agosto de 2016 como profissional na derrota por 1-0 na primeira rodada da EFL Cup para o Cheltenham Town. Ele foi regular durante toda a temporada de 2016-17 e terminou a campanha com 39 aparições. Ele também mostrou sua versatilidade ao atuar no meio-campo e na lateral. Por seus esforços, Konsa foi nomeado o Jovem Jogador do Ano do clube. Ele assinou um novo contrato de três anos em março de 2017 e foi novamente regular durante a temporada de 2017-18, fazendo 47 partidas quando o Charlton chegou às semifinais do play-off da League One.

### Brentford
Em 12 de junho de 2018, Konsa assinou com o Brentford um contrato de três anos, com a opção de mais um ano, por uma taxa não revelada, relatada em £2,5 milhões. Ele foi a primeira escolha na defesa durante a temporada 2018-19 e marcou o primeiro gol profissional de sua carreira em uma vitória por 3-0 sobre o Preston North End no último dia.

### Aston Villa
Em 11 de julho de 2019, Konsa assinou com o recém-promovido clube da Premier League Aston Villa, por uma taxa não revelada. A mudança reuniu Konsa com Dean Smith, que o contratou para o Brentford um ano antes, e Richard O'Kelly. Ele marcou em sua estreia pelo Villa na EFL Cup, em uma vitória de 6 a 1 contra o Crewe Alexandra em 27 de agosto de 2019. Em 21 de janeiro de 2020, Konsa ajudou Tyrone Mings a fazer o gol da vitória em uma vitória por 2 a 1 contra o Watford. Ele marcou seu primeiro gol na Premier League em 16 de julho de 2020, em um empate fora de casa por 1 a 1 no Everton.
Em 2 de abril de 2021, Konsa assinou uma extensão de contrato com o Aston Villa até 2026. Em 5 de dezembro de 2021, Konsa marcou duas vezes na vitória por 2 a 1 da Premier League sobre o Leicester City, tornando-se o primeiro zagueiro a marcar duas vezes em uma partida da Premier League pelo Aston Villa desde 2010. 

## Carreira internacional
Konsa recebeu sua primeira convocação para a Seleção Inglesa em novembro de 2023, antes das partidas de qualificação para a Eurocopa 2024 da UEFA contra Malta e a Macedônia do Norte, mas não jogou em nenhuma das partidas. Ele fez sua estreia em 23 de março de 2024, como substituto aos 20 minutos em uma derrota por 1 a 0 para o Brasil no Estádio de Wembley em um amistoso.
Em 6 de junho de 2024, Konsa foi convocado para o elenco de 26 jogadores da Inglaterra para a UEFA Euro 2024. Ele fez sua estreia competitiva na vitória das oitavas de final sobre a Eslováquia, jogando o segundo tempo da prorrogação como substituto de Jude Bellingham. Nas quartas de final contra a Suíça, ele foi selecionado para começar no lugar do suspenso Marc Guéhi, jogando 78 minutos antes de ser substituído por Cole Palmer, já que a Inglaterra acabou vencendo nos pênaltis.